# Лаврово (Рыбинский район)
Лавро́во — деревня Ломовского сельского округа в Октябрьском сельском поселении Рыбинского района Ярославской области .
Деревня расположена на спускающемся к реке склоне правого берега реки Малая Эдома.в середине находящегося в окружении лесов поля на восточной стороне автомобильной дороги, связывающей посёлок Лом с автомобильной дорогой P151 Ярославль—Рыбинск. Деревня стоит на расстоянии на спускающемся к реке склоне правого берега реки Малая Эдома. Через деревню проходит дорога на юго-восток по правому берегу Малой Эдомы к деревням Якушево и Сидорово,вдоль которой ориентирована единственная деревенская улица. На запад от Лаврово с другой стороны дороги на Лом стоит деревня Дор. Ближайшая деревня в сторону Лом по этой дороге Гармоново, в сторону от Лома до самой дороги Р-151 населённых пунктов нет. На левом берегу Малой Эдомы напротив Лаврово стоит деревня Антипино .
Деревня Лав?ва указана на плане Генерального межевания Борисоглебского уезда 1792 года. По сведениям 1859 года деревня Лаврово относилась к Романово-Борисоглебскому уезду .
На 1 января 2007 года в деревне числилось 13 постоянных жителей. Почтовое отделение посёлка Лом обслуживает в деревне 4 дома .